# Lee Byung-hun
Lee Byung-hun (hangul: 이병헌; rr: I Byeongheon; MR: I Pyŏnghŏn; nascido em 12 de julho de 1970) é um ator, modelo e cantor sul-coreano. Ele recebeu aclamação da crítica por seu trabalho de atuação em uma ampla gama de gêneros, mais notavelmente em Joint Security Area (2000), A Bittersweet Life (2005), The Good, the Bad, the Weird (2008), as séries de televisão Iris (2009) e Round 6 (2021-2025) além dos filmes I Saw the Devil (2010) e Masquerade (2012). Seu filme aclamado pela crítica Inside Men (2015) lhe rendeu o prêmio de Melhor Ator em três prestigiosas cerimônias sul-coreanas: Baeksang Arts Awards, Blue Dragon Awards e Grand Bell Awards. Lee possui cinco filmes - Joint Security Area, The Good, Bad, the Weird, Masquerade, Inside Men e Master - na lista de filmes de maior bilheteria da Coreia do Sul.
Nos Estados Unidos, Lee é conhecido por interpretar Storm Shadow em G.I. Joe: The Rise of Cobra (2009) e sua sequência  G.I. Joe: Retaliation (2013) e ao lado do ator Bruce Willis estrelou o filme Red 2 (2013). Nos anos seguintes, ele interpretou o androide T-1000 em Terminator Genisys (2015) e o personagem Billy Rocks, um pistoleiro em The Magnificent Seven (2016). Lee foi o primeiro ator sul-coreano a entregar um Óscar durante cerimônia anual dos Prêmios da Academia em Los Angeles e é membro da Academia de Artes e Ciências Cinematográficas. Além disso, ele e o ator Ahn Sung-ki, foram os primeiros atores sul-coreanos a terem suas impressões de mãos e pés coletadas e exibidas no pátio do Grauman's Chinese Theatre, em Hollywood, Los Angeles.

## Outros trabalhos
Lee Byung-hun abriu uma empresa de administração, a BH Entertainment, que gerencia diversos atores, incluindo Han Hyo-joo, Go Soo, Jin Goo e Han Ji-min. Ele é dono de uma loja, a BHNC, que vende chapéus, lenços e carteiras. Lee também é conhecido na indústria de videogames por fornecer sua semelhança ao personagem principal, Wayne Holden, do jogo de 2006, Lost Planet: Extreme Condition.

### Funções de embaixador
Em 2010, Lee foi nomeado embaixador da promoção do turismo da Califórnia na Coreia. Três anos depois, ele foi selecionado como embaixador honorário da reunião anual da Association of Film Commissioners International de 2013, um grupo dedicado a ajudar a facilitar coproduções internacionais. No mesmo ano, ele foi nomeado embaixador honorário para a promoção do 50º Daejong Film Awards.

## Vida pessoal
Lee Byung-hun nasceu em Seongnam, Coreia do Sul. Ele tem uma irmã mais nova, Lee Eun-hee, que recebeu o título de Miss Coreia em 1996. Ele se formou na Universidade Hanyang com especialização em Literatura francesa e realizou uma pós-graduação em Teatro e Cinema na Universidade Chung-Ang. Em seus tempos livres, Lee Byung-hun pratica taekwondo.

### Relacionamentos
No início dos anos 2000, Lee anunciou publicamente seu relacionamento com a atriz Song Hye-kyo. O relacionamento terminou dois anos depois. Em 10 de agosto de 2013, Lee se casou com a atriz Lee Min-jung no Grand Hyatt Seoul. O casal namorou brevemente em 2006 e depois retomou o relacionamento em 2012. Em 31 de março de 2015, nasceu Lee Joon-hoo, o primeiro filho do casal.

### Controvérsia envolvendo chantagem
Em 28 de agosto de 2014, Lee Byung-hun foi chantageado pela cantora Dahee, do grupo feminino de K-pop Glam, e pela modelo Lee Ji-yeon, por 5 bilhões de wones em troca de não divulgarem na internet, um vídeo dele fazendo piadas sexuais enquanto bebia com elas no dia 3 de julho. Dahee e Lee Ji-yeon foram presas em 1 de setembro, depois que Lee denunciou o crime à polícia, quando lhe entregaram duas malas para transportar o dinheiro. Mais tarde, foi revelado que o crime era totalmente intencional e pré-planejado, pois Dahee e Lee Ji-yeon procuravam passagens de avião para fugir para a Europa e haviam comprado duas malas para serem usadas no transporte do dinheiro. Além disso, as duas mulheres tentaram filmar secretamente um vídeo adicional de Lee abraçando Lee Ji-yeon, colocando um smartphone em uma pia de cozinha, mas não obtiveram êxito. Lee Ji-yeon alegou que a chantagem foi um ato impulsivo após Lee terminar um suposto relacionamento com ela, entretanto, a agência de Lee Byung Hun divulgou uma declaração oficial afirmando que Lee não havia se encontrado com ela sozinho nenhuma vez e que ele mencionou que havia dito as duas mulheres que não gostaria mais de vê-las, quando sentiu segundas intenções partindo delas, após falarem sobre suas dificuldades financeiras e pedirem que ele lhes comprasse uma casa. O julgamento final do caso foi realizado no Tribunal Distrital de Seul em 15 de janeiro de 2015, onde Dahee foi condenada a um ano de prisão e Lee Ji-yeon a um ano e dois meses de prisão. Em fevereiro, após a sentença, Lee solicitou um pedido de perdão às mulheres, enquanto a promotoria responsável considerou a sentença branda. No mês seguinte, as duas mulheres, presas por seis meses, receberam uma suspensão de sua sentença por dois anos após o pedido de perdão de Lee. O grupo feminino Glam foi dissolvido após a sentença de Dahee.

### Suspeitas de jogos de azar
Lee Byung-hun foi processado por sua namorada com quem se separou em 2009. Sua namorada alegou que Lee a machucava mentalmente e fisicamente, porque ele a usava apenas para entretenimento e o processou a fim de obter indenizações e cobranças de apostas realizadas no valor de cem milhões de wones. Lee, por outro lado, alegou que todas as suas alegações eram falsas e que as pessoas por trás dela exigiram dinheiro para revelar a verdade sobre o relacionamento de ambos e depois responderam com ameaça. Durante a controvérsia, o apresentador de televisão Kang Byung-kyu, compareceu as filmagens do drama Iris,  devido ele ter sido acusado pelo produtor do drama, de ter espalhado o boato de que era ele que estava por trás do caso, o que acrescentou Kang a controvérsia. Após as suspeitas surgirem de que Kang foi quem ameaçou Lee, Lee também o processou. Mais tarde em 2010, Lee foi absolvido das acusações e o pedido de indenização de sua ex-namorada foi retirado, devido ela se recusar a participar das investigações. Por outro lado, Kang foi condenado a um ano de prisão e três anos de liberdade condicional em 2013, devido as acusações de agressão e intimidação.

## Filmografia

### Filmes
| Ano  | Título                          | Papel                                    | Notas          |
| ---- | ------------------------------- | ---------------------------------------- | -------------- |
| 1995 | Who Drives Me Crazy             | Lee Jong-du                              |                |
| 1995 | Runaway                         | Lee Dong-ho                              |                |
| 1996 | Kill the Love                   | Love                                     |                |
| 1997 | Elegy of the Earth              | Park Jong-man                            |                |
| 1999 | The Harmonium in My Memory      | Kang Soo-ha                              | [ 40 ]         |
| 2000 | Joint Security Area             | Lee Soo-hyeok                            | [ 41 ]         |
| 2001 | Bungee Jumping of Their Own     | Seo In-woo                               | [ 42 ]         |
| 2002 | My Beautiful Girl, Mari         | Nam-woo adulto                           | voz            |
| 2002 | Addicted                        | Dae-jun                                  | [ 44 ]         |
| 2004 | Everybody Has Secrets           | Choi Su-hyeon                            | [ 45 ]         |
| 2004 | Three Extremes - segmento "Cut" | Ryu Ji-ho                                | curta metragem |
| 2005 | A Bittersweet Life              | Kim Sun-woo                              |                |
| 2006 | Once in a Summer                | Yun Suk-young                            | [ 47 ]         |
| 2007 | Hero                            | Kang Min-woo                             | participação   |
| 2008 | The Good, the Bad, the Weird    | Park Chang-yi, o Mau                     |                |
| 2009 | I Come with the Rain            | Su Dongpo                                |                |
| 2009 | G.I. Joe: The Rise of Cobra     | Thomas "Tommy" Arashikage / Storm Shadow |                |
| 2010 | The Influence                   | W                                        | filme para web |
| 2010 | Iris: The Movie                 | Kim Hyun-jun                             | [ 50 ]         |
| 2010 | I Saw the Devil                 | Kim Soo-hyeon                            |                |
| 2012 | Masquerade                      | King Gwanghae / Beggar Ha-sun            |                |
| 2013 | G.I. Joe: Retaliation           | Thomas "Tommy" Arashikage / Storm Shadow |                |
| 2013 | Red 2                           | Han Cho-bai                              | [ 51 ]         |
| 2015 | Terminator Genisys              | Cop / T-1000                             |                |
| 2015 | Memories of the Sword           | Deok-gi / Song Yoo-baek                  |                |
| 2015 | Inside Men                      | Ahn Sang-goo                             |                |
| 2016 | Misconduct                      | O Contador                               |                |
| 2016 | The Age of Shadows              | Jeong Chae-san                           | participação   |
| 2016 | The Magnificent Seven           | Billy Rocks                              |                |
| 2016 | Master                          | Presidente Jin                           |                |
| 2017 | A Single Rider                  | Kang Jae-hoon                            |                |
| 2017 | The Fortress                    | Choi Myung-kil                           |                |
| 2018 | Keys to the Heart               | Jo-ha                                    |                |
| 2019 | Baekdusan                       |                                          |                |

### Televisão
| Ano  | Título                          | Papel               |
| ---- | ------------------------------- | ------------------- |
| 1991 | Asphalt My Hometown             | Jinwoo              |
| 1991 | Family                          |                     |
| 1991 | Flower That Never Wilt          |                     |
| 1992 | Days of Sunshine                | Choi Hyung-man      |
| 1992 | Dawn                            |                     |
| 1992 | Tomorrow Love                   | Shin Bum-soo        |
| 1993 | The Sorrow of the Survivor      | Yi Ja-myung         |
| 1993 | Police                          | Oh Hae-sung         |
| 1994 | The Fragrance of Love           | Kim Jun-ho          |
| 1995 | Asphalt Man                     | Kang Dong-joon      |
| 1995 | Son of Wind                     | Chang Hong-pyo      |
| 1997 | Beautiful My Lady               | Hwang Jun-ho        |
| 1997 | I Do                            |                     |
| 1998 | White Nights 3.98               | Min Gyeong-bin      |
| 1999 | Happy Together                  | Suh Tae-poong       |
| 1999 | Love Story - Story 1: Sunflower | Tae-sung            |
| 1999 | Sally is Back                   |                     |
| 2001 | Road                            | Woo-sik             |
| 2001 | Beautiful Days                  | Lee Min-chul        |
| 2003 | All In                          | Kim In-ha           |
| 2009 | Iris                            | Kim Hyun-jun        |
| 2011 | Diplomat Kosaku Kuroda          | John (participação) |
| 2018 | Mr. Sunshine                    | Eugene Choi         |
| 2021 | Round 6                         | O líder             |

### Outros
| Ano  | Título                          | Função       |
| ---- | ------------------------------- | ------------ |
| 2006 | Lost Planet: Extreme Condition  | Wayne Holden |
| 2012 | The Final Empire                | Narrador     |
| 2013 | CGV 4DX trailer                 | Ele mesmo    |
| 2013 | Lee Byung Hun Documentary       | Ele mesmo    |
| 2017 | “I Luv It” vídeo musical de Psy | Ele mesmo    |